# Гамелен, Морис Гюстав
Морис Гюстав Гамелен (фр. Maurice Gamelin; 20 сентября 1872 — 18 апреля 1958) — французский военный деятель, Армейский генерал (9 февраля 1931), главнокомандующий французской армией в начале Второй мировой войны.

## Биография
Морис Гюстав Гамелен родился 20 сентября 1872 года в Брюсселе.
В Первую мировую служил под командованием Жозефа Жоффра, командовал бригадой и дивизией, участвовал в первой битве на Марне. Во время советско-польской войны был военным советником в Польше. В 1925—1928 годах командовал французскими войсками в Сирии.
Летом 1925 года началось Сирийское восстание против французского мандата. Генерал решает использовать артиллерию, чтобы подавить сопротивление. Дамаск обстреливали три дня. К 20 октября в результате пожара выгорела площадь в 45 000 квадратных метров. Погибло от 500 до 1200 человек, были разрушены памятники старины и искусства.
В 1931—1935, 1938—1939 гг. начальник Генштаба.
С 1933 года проводил модернизацию и реорганизацию французских вооружённых сил, а также руководил завершением строительства линии Мажино.
В начале вторжения Германии во Францию, Голландию и Бельгию 10 мая Гамелен занял выжидательную позицию, в результате такого неудачного командования был отстранён от должности; 19 мая 1940 года его сменил генерал Вейган. Существует мнение, что именно стратегические просчеты Гамелена на посту главнокомандующего союзными войсками позволили вермахту одержать там решительную победу, которая не далась им в 1914 г..
Во время режима Виши в сентябре 1940 года был арестован и осуждён за предательство на Риомском процессе, инициированном правительством маршала Петена, наряду с другими политическими и военными деятелями Третьей Республики, и позднее депортирован в Германию, где находился в концлагере.
В 1946—1947 гг. опубликовал свои мемуары о войне.
Морис Гюстав Гамелен умер 18 апреля 1958 года в Париже.